# جيمي بلايث
جيمي بلايث (بالإنجليزية: Jimmy Blythe)‏ هو عازف جاز وعازف بيانو وملحن أمريكي، ولد في 20 مايو 1901 في لويفيل في الولايات المتحدة، وتوفي في 14 يونيو 1931 في شيكاغو في الولايات المتحدة بسبب التهاب السحايا.

## وصلات خارجية
- جيمي بلايث على موقع ميوزك برينز (الإنجليزية)
- جيمي بلايث على موقع أول ميوزيك (الإنجليزية)
- جيمي بلايث على موقع ديسكوغز (الإنجليزية)